# Karujärve
Koordinaten: 58° 24′ N, 22° 12′ O
Karujärve ist ein Dorf (estnisch küla) auf der größten estnischen Insel Saaremaa. Es gehört zur Landgemeinde Saaremaa (bis 2017: Landgemeinde Kihelkonna) im Kreis Saare.

## Einwohnerschaft, Lage und Geschichte
Das Dorf hat heute keine Einwohner mehr (Stand 31. Dezember 2011). Es liegt nördlich des 330 Hektar großen Sees Karujärv, 26 Kilometer von der Inselhauptstadt Kuressaare entfernt.
Das Dorf wurde 1958 als Dejevo gegründet. Es war nach dem Kriegshelden Wladimir Dejew (1925–1944, russisch Владимир Николаевич Деев) benannt, der bei der Befreiung der Estnischen SSR von deutschen Truppen tödlich verwundet worden war. Sein Grab befindet sich in Metsalõuka auf Saaremaa.